# 李冠元
李冠元（1912年—1979年），曾用名李振名、李振铭，顺天府昌平州(今北京市怀柔区）前桥梓村人。中国人民解放军开国大校。

## 生平
1935年天津南开中学毕业后，考入北平师范大学。1936年2月加入中华民族解放先锋队。

1937年七七事件后，随平津流亡学生经天津至烟台，辗转到达山东济南，组织派遣参加韩复榘的国民革命军第三路军政训处开设的政训班。1937年9月被分派到阳信县作民众动员工作，1937年11月由李伯秋等介绍加入中国共产党。
1938年1月参加了山东省委组织领导的“徂徕山抗日武装起义”。1938年3月初山东省委派李冠元到“山东西区人民抗敌自卫团”任副主席。该自卫团约3,000人，主席张北华、政治部主任远静沧（北师大的同学）、副主任李文甫，组织部长葛阳斋，宣传部长夏振秋，民运部长徐麟村，经理部长程重远，参谋主任乔绶卿，联络主任张维之。4月6日道郎战斗中，自卫团政治部主任远静沧牺牲，日伪军对津浦线控制更严，失去了和山东省委联系，自卫团的成绩和存在的问题上级也不知道，李冠元自报奋勇，写出宣传提纲，4月底骑一辆自行车千里跋涉赴武汉八路军办事处向中共长江局汇报请示自卫团的工作。1938年11月初，中央派到山东工作的百余名抗大干部由张经武和黎玉率领，途经泰西地区前往鲁中山区去组建八路军山东纵队，张经武和黎玉听取了泰西特委、自卫团的汇报，留下了刘海涛、李冠元等8人在泰西工作。
1938年11月下旬，泰西各部队齐聚大峰山区，整编为山东人民抗日游击第6支队，下辖4个团4,000余人，李冠元任支队政治部主任。1938年12月，改编为八路军山东纵队第6支队，辖3个团、1个独立团、1个特务营，兵力近5,000人，刘海涛任司令员，老红军何光宇任副司令员，张北华任政治委员，李冠元任政治部主任，马继孔任参谋长，程重远任后勤部长。并建立了军政干部学校，任仲夷任校长，冯乐进任学校政委。政治部组织科长周持衡。
1939年3月14日八路军第一一五师师部、直属队、第686团等部3,000余人，称“八路军东进支队”到泰西。为了向红军主力老部队学习，提高部队的军政素质，六支队组织由政治部主任李冠元带领的一批干部组成的学习团到东进支队参观学习。一一五师对第六支队第一次整编，派来了军政干部石新安、刘汉、郭华、胡国钧、胡循武、磨力、刘继星、高塔拉、何诚，还有医务干部刘福、潘业营、肖家枝（即王秀鹏）等。六支队原司令员刘海涛调路东的八路军山东纵队工作，该部队的创始人张北华接任司令员，泰西地委书记段君毅兼任政委，各团缩编为小团，精简团部的三大处，撤销各营。1939年5月11日六支队第2团在八路军第一一五师指挥下参加了陆房突围战斗，第2团占据老僧台南山、黄土岭一带阵地，阻击由肥城、平阴两路进攻的日军，当晚六支队2团奉命向西北方向突围，越过屯头，直奔平阿山区；六支队司令部率第3团向东平县荣花树一带转移，未与日军主力激战。1939年6月上旬，八路军第一纵队司令员徐向前、政委朱瑞率领一个精干机关入鲁，路过泰西时指示八路军第一一五师杨勇部再次整编八路军山东纵队第6支队，将小团改为营，营设政委及精干的司政后机关，每营下辖4个连；该部队的创始人张北华调走，段君毅不再兼任政委，副司令员何光宇升任司令员，一一五师敌工部长石新安接任政委，李冠元任政治部主任。
1939年8月，六支队兼八路军第一一五师鲁西军区第一（泰西）军分区，李冠元任政委兼政治部主任。1939年底，该分区部队包括六支队近4,000人。为加强对这支队伍的领导，一一五师派来红军干部刘汉任政委，六支队派刘继星任副司令员，王少云任政治处主任，杜子俭任组织股长。
1940年3月中旬鲁西的八路军整编，一一五师独立旅恢复第一一五师三四三旅番号，并兼鲁西军区：
- 第三四三旅旅长兼军区司令员杨勇，政治委员萧华，参谋长何德全，政治部主任曾思玉/符竹庭
- 黄河支队：由115师独立旅兼鲁西军区改编。辖第1、2、3团。支队长彭雄，政委张国华，副支队长邓克明，参谋长匡彬，政治部主任欧阳文
  - 第1团：团长李金铎，政委戴润生
  - 第2团：团长匡彬兼，政委刘仁贵
  - 第3团：团长卢迪，政委刘星
- 运河支队：冀鲁边区来的五支队和泰西来的六支队合编为运河支队，支队长曾国华，政治委员曾思玉/王叙坤，政治部主任刘贤权。
  - 第四团：由八路军山东纵队第六支队升级整编。团长何光宇，政委刘汉，参谋长李雪，政治处主任郭华
  - 第五团：第五支队第五团改称。团长刘正，政治委员杨俊生
- 第一(泰西)军分区：[4]司令员王叙坤/1940年下半年劉賢權，政治委员李冠元，参谋长马宗凯，政治部主任辛俊卿1941年牺牲
- 第二(运西)军分区：司令员冯鼎平，政治委员刘星兼
- 第三(鲁西北)军分区：司令员牛连文，政治委员王乐亭
- 第四(运东)军分区：司令员刘致远，政治委员石新安
- 鲁西军政干部学校：校长何德全兼

1940年7月2日，徐向前一行20多人，在分区政委李冠元带领的护送队的护送下，越过津浦铁路，进入肥城境内，在泰西多次与日伪军遭遇战，7月7日夜进入平阿山区。1940年10月，八路军第一一五师三四三旅运河支队整编为八路军第一一五师教导第三旅，运河支队四团改为教三旅九团，团长何光宇，政委刘汉；该团1943年调入湖西分区仍为9团，后随该分区改称六分区9团、十一分区9团、三分区9团，1945年11月23日编入晋冀鲁豫野战军第七纵队第20旅第59团，1947年3月16日改称[晋冀鲁豫野战军]]第一纵队第20旅第59团，1949年2月18日改为第十八军第52师第155团，1969年12月改番号为第149师第446团，为军、师的第一主力团。
李冠元后任鲁西军区政治部组织部副部长、胶东军区北海军分区副政委兼政治部主任、八路军山东军区第6师政治部主任等职。
抗战胜利后，率部渡海赴东北，历任东北人民自治军第2纵队第1支队政委、东北民主联军第4纵队10旅政委、东北军政大学辽东分校副校长、大连坦克学校副政委、第四野战军政治部直属政治处主任等职。1949年1月任曾泽生第六十军起义后改编的中国人民解放军第五十军第150师政委。1949年9月在湖北，原第150师按营、连建制拨补第148师、第149师，王家善营口起义改编的解放军第167师改称第150师编入第五十军，李冠元任新第150师政委。
1950年10月，率第150师参加抗美援朝战争。1955年4月回国。1954年9月军委电令组建黑龙江省军区，任政治部主任。1955年9月被授予大校军衔，荣获二级独立自由勋章、二级解放勋章。1959年7月任济南军区后勤部副政委兼政治部主任（另说1959年11月至1965年11月在任）。1965年8月转业任交通部广州海运管理局党委书记。